# Seleção Canadense de Softbol Feminino
A Seleção Canadense de Softbol Feminino é a equipe que representa o Canadá em competições internacionais de softbol. Governada pela Associação Canadense, ocupa a terceira colocação no ranking internacional organizado pela Federação Internacional de Softbol. A equipe conquistou o bronze no Campeonato Mundial de 2018, após conquistar um recorde de 5–2 na fase de grupos. A seleção também foi classificada para os Jogos Olímpicos de Verão de 2020.

## Desempenho
- Universíade: Ouro (2007)
- Jogos Pan-Americanos: Ouro (1983, 2005), Prata (1991, 1999, 2003, 2007, 2019) e Bronze (1987)
- Campeonato Mundial: Prata (1978, 2010) e Bronze (2012, 2014, 2016, 2018)
- Jogos Mundiais: Prata (1981)